# Banco Nacional de Liechtenstein
El Banco Nacional de Liechtenstein (en alemán: Liechtensteinische Landesbank) fue fundado en 1861, actualmente es el banco más grande del Principado de Liechtenstein; el estado tiene la participación mayoritaria en el banco.

## Historia
El Landesbank Liechtensteinische fue fundado el 5 de diciembre de 1861, en el Principado de Liechtenstein por el entonces gobernador, Karl von Haus Hausen.
En ese momento, además de la creación del banco, von Hausen fue el responsable de la promulgación de una nueva constitución, lo que contribuyó a la mejora de las condiciones difíciles en Liechtenstein.

## Áreas de negocio
Ofrece a sus clientes servicios, de gestión de la riqueza. Con 1.068 empleados, el Liechtensteinische Landesbank tiene presencia en Suiza, Austria, Emiratos Árabes Unidos, las Islas Caimán y Hong Kong actualmente. El 30 de junio de 2011, el banco gestionaba 48,7 millones de francos suizos.
La estrategia del banco se basa en tres pilares: el fortalecimiento del mercado interno de Liechtenstein, actividades de expansión en Suiza, y el desarrollo de nuevos mercados.

## Expansión
Desde su privatización parcial en 1993, el Liechtensteinische Landesbank ha crecido de manera constante. En 1998, se puso en marcha la expansión al extranjero de la firma, que se completó en 2005 y 2008 con la apertura de oficinas de representación en los Emiratos Árabes Unidos. El banco incrementó sus inversiones a un 61,74 por ciento del banco Swiss Investment Network AG.
Desde noviembre del 2009 está representado con un banco en Viena.

## Presencia
- Liechtenstein: Vaduz, Balzers, Eschen, Schaan y Triesenberg
- Suiza: Zúrich , Basilea, Ginebra y Lugano
- Internacional: Austria, Abu Dhabi, Dubái (Emiratos Árabes Unidos), Islas Caimán y Hong Kong.